# Agnes Larsdotter
Agnes Larsdotter, död 1655, var en finländare som avrättades för häxeri. 
Hon var den första person som ställdes inför rätta för trolldom i Pedersöre socken. Österbotten var en trakt med ovanligt många häxprocesser i Finland: under 1650-talet hölls där femtio processer mot tjugo i övriga Finland, och tjugo av dess ägde rum i Pedersöre socken.
Agnes Larsdotter beskrivs som en gammal "huskvinna" från Euraåminne, som under 40 års tid hade bott i Pedersöre. Hon anhölls 1651 anklagad för att ha mördat Anna Hansdotter genom trolldom. Bevisen ansågs otillräckliga, och hon fick därför möjlighet att svära sig fri genom edgång. Hon 
lyckades inte samla tillräckligt många edshjälpare som kunde svära hennes värjemålsed, men förklarade att hon bara hade talat med Anna Hansdotter en enda gång. Målet fullföljdes ändå inte. 
Den 17 februari 1655 avrättades Margareta Olofsdotter for trolldom i Kronoby, på prästen Jakob Brenners anmälan. Vid sin avrättning angav hon flera av de närvarande kvinnorna för trolldom, bland dem Agnes, som Margareta kallade för en "arg trollkona" som hade förgjort Anna Hansdotter och en bonde. Agnes Larsdotter greps på Margaretas angivelse, och sade vid sin arrestering att hon önskade att bödeln genast skulle vara tillgänglig för att hugga huvudet av henne, och när hon sattes i fångkistan hade hon bett att man skulle döda henne fort, så att man kunde få korvar och stek av henne; hon försökte också begå självmord. 
Den 18 augusti 1655 ställdes Agnes Larsdotter för andra gången inför rätta för trolldom, och de gamla anklagelserna återupptogs. 
Anna Hansdotter hade blivit gravid med en soldat, som lovat gifta sig med henne. Han hade dock istället övergett Anna och inlett ett förhållande med Agnes dotter Margareta, vilket orsakat en konflikt mellan Anna och Margareta. Strax efter grälet med Margareta hade Anna insjuknat. Några nämndemän hade fört Agnes till den dödssjuka Anna, som angett Agnes' "signeri och djävulskap" som orsaken till hennes sjukdom, och att det dessutom var Agnes trollkonster som fått soldaten att överge Anna för Agnes dotter. Annas arbetsgivare bekräftade att hon uppgett Agnes som orsak till att Anna blivit sjuk, fått missfall, blivit galen och sprungit ut i skogen där hon omkommit. Nämndemännen uppgav att de var övertygade om att Anna "fullkomligen genom Agnes signeri och djävulskap haver satt livet till". 
Matts Sigfridsson från Jakobstad, som haft en affärskonflikt med Agnes, uppgav att den avrättade Margareta Olofsdotter hade botat hans hustru och då sagt att det varit Agnes som trollat sjukdomen på henne. Borgaren Anders Persson vittnade om att Agnes förtrollat hans hustru efter ett gräl, och Olof Persson påstod att Agnes efter en konflikt gjort honom förvirrad i flera veckor och haft svårt att hitta hem från skogen. 
Agnes Larsdotter nekade till alla anklagelser, och ingen kunde heller vittna om att de hört henne hota någon. Hon dömdes till att brännas på bål och att hennes aska skulle strös ut för vinden. 